# 303 a.C.
Il 303 a.C. (CCCIII a.C. in numeri romani) è un anno  del IV secolo a.C.

## Eventi
- L'Impero Seleucide perde la parte occidentale della vallata del fiume Indo a favore di Chandragupta Maurya.
- Seleuco I Nicatore rifonda la città di Osroe come insediamento militare macedone con il nome di Edessa.
- Roma
  - Consoli Servio Cornelio Lentulo e Lucio Genucio Aventinense
  - dedotte le colonie di Sora e Alba Fucens[1]